# Pre-Birth of the Cool
Pre-Birth of the Cool ist ein Jazzalbum von Miles Davis & His Tuba Band (hinter diesem Ausdruck verbirgt sich sein Nonett, das in der Literatur auch Capitol-Band genannt wird). Die live im Royal Roost, New York im September 1948 entstandenen Rundfunk-Mitschnitte erschienen erstmals 1974 auf dem Label Durium. Die Aufnahmen wurden auch – in erweiterter Titelliste – auch mit dem Titel The Real Birth of the Cool veröffentlicht.

## Hintergrund
Zur Vorbereitung für Aufnahmen von Miles Davis probten ab dem Frühjahr 1948 in der Einzimmer-Kellerwohnung von Gil Evans in Manhattan New Yorker Musiker in einer Nonett-Besetzung. Die Arrangements für diese Formation schrieben neben Gil Evans Gerry Mulligan (der auch Baritonsaxophon spielte), John Lewis (der auch als Pianist zugezogen war) und der Komponist John Carisi. Mit dem Nonett nahm Davis bei mehreren Aufnahmesitzungen das Material auf, das schließlich auf Birth of the Cool erschien, bevor es sich im Frühjahr 1949 auflöste. 

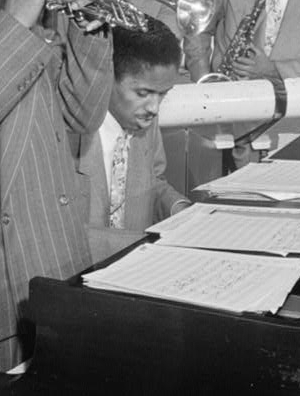
John Lewis, Fotografie von William P. Gottlieb, ca. 1947

Das Nonett gab zuvor zwei Konzerte am 4. September 1948 und am 18. September 1948 in dem dem Modern Jazz verpflichteten Jazzclub Royal Roost am Broadway, die im Radio WMCA-AM live übertragen wurden. Bei diesen Auftritten des Nonetts im September 1948 wurden dieselben Arrangements verwendet wie bei den späteren Studioaufnahmen, die auf Birth of the Cool veröffentlicht wurden – vielleicht lockerer ausgeführt; ein wenig flach hinter Hagoods Gesang bei „Darn That Dream“, notierte Chris Sheridan. Es gibt aber auch zwei [bis zum Zeitpunkt der Veröffentlichung] unbekannte Stücke im Repertoire der Band: „S'il Vous Plait“ ist ein Miles-Davis-Arrangement wie „Hallucinations“, aber im Gegensatz zu letzterem besteht die bekanntere Partitur aus zwei Teilen – das geschäftigere Hauptthema, dunkel gemalt von Bariton, Posaune, Waldhorn und Tuba, wird von einer Statik unterlegt, ätherisches Motiv, vorgetragen von Trompete und Altsaxophon. Das andere Stück ist „Why Do I Love You?“, eine eher konventionelle Ballade im Arrangement von Gil Evans, der auch „Moon Dreams“ arrangierte – die anderen Titel wurden von John Lewis („Move“) oder Gerry Mulligan („Darn That Dream“, „Godchild“) arrangiert.

## Titelliste
- Miles Davis & His Tuba Band: Pre-Birth of the Cool (Durium BLJ 8003)[2]

1. Why Do I Love You (Vocals: Kenneth Hagood) 3:40
2. Godchild	5:50
3. S’il Vous Plaît	4:23
4. Moon Dreams – I	3:05
5. Hallucinations (Budo) – I	2:50
6. Darn That Dream (Vocals: Kenneth Hagood) 4:13
7. Move	4:39
8. Moon Dreams – II	3:38
9. Hallucinations (Budo) – II	4:14

- Miles Davis – The Real Birth of the Cool (Bandstand)[3]

1. Why Do I Love You (Jerome Kern, Oscar Hammerstein II) 3:42
2. Godchild (George Wallington) 5:45
3. S'il Vous Plaît (Walter Maurant, Mark McIntyre) 4:20
4. Moon Dreams (First Version) (Chummy McGregor, Johnny Mercer) 3:02
5. Budo (First Version) (Bud Powell) 2:49
6. Darn That Dream (Eddie DeLange, Jimmy Van Heusen) 4:09
7. Move (Denzil Best) 4:34
8. Moon Dreams (Second Version) (McGregor, Johnny Mercer) 3:35
9. Budo (Second Version) (Bud Powell) 4:12
10. 52nd Street theme (Thelonious Monk) 3:48
11. Half Nelson (Miles Davis) 5:42
12. You Go to My Head (Gillespie, Coots) 5:39
13. Chasin’ the Bird (Charlie Parker) 5:43

Alle Stücke wurden im Royal Roost, New York City für die Rundfunkstation WMCA aufgenommen, die Tracks 1–5 am 4. September 1948, Tracks 6–9 am 18. September 1948, Track 10  am 25. September 1948. Die Titel der beiden ersten Konzerte erschienen neben den Studioaufnahmen sowie dem live vorgetragenen Birth of the Cool Theme und der Ansage der Band durch Symphony Sid auch auf Capitol als Compact Disc unter dem Titel The Complete Birth of the Cool.

## Besetzung

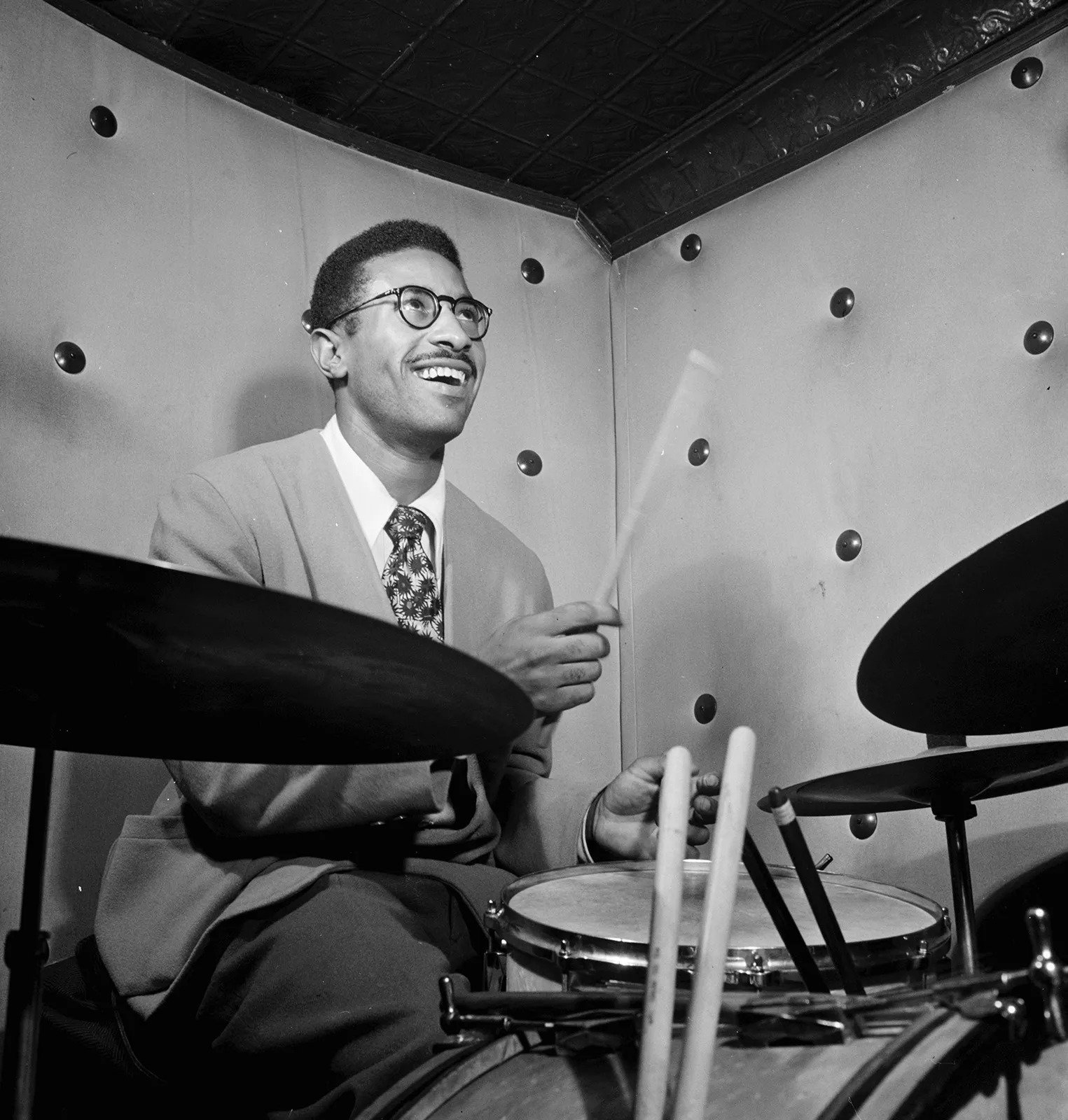
Max Roach im Three Deuces, NYC, ca. Oktober 1947 (Foto: William P. Gottlieb)

- Miles Davis and His Orchestra: Miles Davis (tp), Mike Zwerin (trb), Junior Collins (fhr) Bill Barber (tb), Lee Konitz (as), Gerry Mulligan (bar, arr), John Lewis (p, arr), Al McKibbon (kb), Max Roach (dr), Kenny Hagood (vcl in „Why Do I Love You“), Gil Evans (arr) – 4. September 1948
- Miles Davis and His Orchestra: Miles Davis (tp), wahrscheinlich Ted Kelly (trb), wahrscheinlich Junior Collins (fhr), Lee Konitz (as), Gerry Mulligan (bar), wahrscheinlich Bill Barber (tb), John Lewis (p), wahrscheinlich Curly Russell (kb), Max Roach (dr)  – 18. September 1948
- Miles Davis Quintet:  Miles Davis (tp), Lee Konitz (as), John Lewis (p), Curly Russell (kb), Max Roach (dr) („52nd Street theme“, „Half Nelson“, „You Go to My Head“ und „Chasin’ the Bird“)

## Rezeption
Als diese enorm wichtige und einflussreiche Band ihre letzten Aufnahmen für Capitol Records machte, waren seit ihrem kurzen, aber epochalen Engagement im Royal Roost 18 Monate vergangen, schrieb Chris Sheridan 1975 im Jazz Journal. Das Auffälligste, was sie damit zeigen würden, sei der experimentelle Charakter der Musik, die sie in diesem „Metropolitan Bopera House“ präsentierten. Denn als eine vergleichbare Gruppe für die Studioaufnahmen von 1949 und 1950 zusammengestellt worden war, hatte die Musik einen viel größeren Schliff erreicht. Aber hier, mitten im [Live-]Geschehen, wie es tatsächlich passiert ist – und bevor es idealisiert wurde – wirke alles hektischer, an den Rändern etwas rauer und überraschend real. So beeindruckend die Capitol-Aufnahmen auch seien, diese früheren Aufführungen hätten etwas noch Faszinierenderes. Dies seien die Partituren gewesen, die, gepaart mit Shorty Rogers „Kentonia“-Ideen, die „Schule“ der Westküste (West Coast Jazz) hervorbrachten, vor allem  als sie nach ihrer Trennung ein Jahrzehnt später wieder auftauchten, um die berühmte Zusammenarbeit zwischen Miles Davis und Gil Evans von 1957 bis 1960 zu prägen, mit Alben wie Miles Ahead bis Sketches of Spain. Sie hätten eine für die damalige Zeit ungewöhnliche Vornehmheit dargestellt, die sich in der Arbeit der Solisten widerspiegelte – in Miles Davis’ flachem, spöttischem Ton, in Konitz’ süßem Spiel auf dem Altsaxophon und in Mulligans zurückhaltender Kühnheit auf dem Baritonsaxophon.
Als Gil Evans seine Arrangements auf Bebop-Matierial schuf, sei Miles Davis der richtige gewesen, um sich perfekt in diese Vision einzufügen. Diese „Birth of the Cool“-Sessions waren bedeutsam, weil sie Miles Davis’ erste Abkehr von der damaligen „Mainstream“-Jazznorm (Bebop) markierten, schrieb C. Michael Bailey in All About Jazz. Genau wie er es ein Jahrzehnt später mit seinen modalen Erkundungen tat, habe Davis mit seinem Nonett von 1948 die Grenzen des Jazz erweitert. Dies sei ihm gelungen, indem er sich von der 32-taktigen Form löste, die Definition des kleinen Jazzorchesters erweiterte und den Schwerpunkt gleichermaßen auf die Arrangeure wie die Soliste legte.